# Яне Скаев
Яне Скаев или Скайов е български революционер, деец на Вътрешната македоно-одринска революционна организация.

## Биография
Яне Скаев е роден през 1865 година в кичевското село Вранещица, тогава в Османската империя. Занимава се с търговия и се присъединява към ВМОРО. През март 1902 година е арестуван заедно с братята си Никола и Йоше след Йосифовата афера. Осъден на смърт, но е помилван и амнистиран през февруари 1902 година. Между 1905 и 1907 година е член на Битолския околийски революционен комитет и е делегат на Битолския окръжен конгрес от 1907 година. През декември 1907 година е повторно арестуван и лежи в Битолския затвор, а по-късно е амнистиран. През 1910 година пак е арестуван и е заточен в Мала Азия и е освободен през 1912 година. През 1914 година е арестуван от новата сръбска власт и е осъден на 2 години затвор.